# Калари
Кала́ри (рос. Калары) — селище у складі Таштагольського району Кемеровської області, Росія. Адміністративний центр Каларського сільського поселення.

## Населення
Населення — 444 особи (2010; 470 у 2002).
Національний склад (станом на 2002 рік):
- росіяни — 78 %